# Карабутов, Владимир Николаевич
Владимир Николаевич Карабутов (22 апреля 1967, Волгоград) — советский, а позже российский ватерполист, бронзовый призёр Олимпийских игр.

### Карьера
Четырёхкратный чемпион СССР, многократный серебряный и бронзовый призёр чемпионата СССР.
Чемпион России 1997 года, семикратный обладатель Кубка СССР и России.
Бронзовый призёр чемпионата Европы 1991 года.
На Олимпийских играх 1992 года в составе Объединённой команды выиграл бронзовую медаль.
С 1998 года - на тренерской работе. С 1999 года - тренер «ЛУКОЙЛ-Спартак». С 2005 по 2008 года и с 2011 года по настоящее время – главный тренер мужской команды «Спартак». С 2008 года – тренер национальной сборной России, а с 2010 года – главный тренер студенческой и национальной сборных страны.
Под его руководством студенческая сборная становилась серебряным призёром XXVI Всемирной летней Универсиады (Шэньчжэнь, 2011) и XXVII Всемирной летней Универсиады (Казань, 2013).
В качестве главного тренера восемь раз подряд приводил волгоградцев к золотым медалям чемпионата страны (2010-2017). Четырежды команда завоёвывала Кубок России (2012, 2013, 2015, 2017), один раз становилась обладателем Кубка Европы (2014), обладателем Суперкубка России (2016) и финалистом Суперкубка Европы (2014).

## Награды
- Благодарность Президента Российской Федерации (26 октября 2023 года) — за вклад в развитие физической культуры и спорта, многолетнюю добросовестную работу[2]
- Медаль «За заслуги перед Волгоградской областью» (2 июля 2018 года) — за большой вклад в развитие физической культуры и спорта[3].